# Nomada minuscula
Nomada minuscula ist eine Biene aus der Familie der Apidae. Die Art wird von anderen Autoren als kleine Form von Nomada sheppardana betrachtet. Da die morphologischen Unterschiede jedoch konstant sind und das Wirtsspektrum ein anderes ist, wird ihr von Amiet et al. (2007) der Artstatus zuerkannt.

## Merkmale
Die Bienen haben eine Körperlänge von 4 bis 5 Millimeter. Der Kopf und Thorax der Weibchen ist schwarz und hat eine rote Zeichnung. Die Tergite sind schwarz und sind teilweise rot- oder gelbbraun aufgehellt. Das Labrum hat glänzende Zwischenräume zwischen den punktförmigen Strukturen. Hinter der Vorderkante hat es einen Grat, der gezähnt ist. Die Fühler sind bis auf das letzte, gelbliche Glied, verdunkelt. Das dritte Glied ist gleich lang, wie das vierte. Die Mesopleuren und das Propodeum sind dicht mit silbrigweißen Haarfransen versehen. Die Schienen (Tibien) der Hinterbeine sind am Ende stumpf, haben ein Borstenhaar und eine Reihe von sehr kleinen Dornen. Die Männchen sind den Weibchen ähnlich, haben aber wenige Rotanteile in ihrer Musterung. Die Schenkel (Femora) der Hinterbeine sind unten basal mit einer Haarfranse versehen.

## Vorkommen und Lebensweise
Die Verbreitung der Art ist nicht hinreichend erforscht. Die Tiere fliegen in zwei Generationen von Anfang Mai bis Anfang August. Sie parasitieren vor allem Lasioglossum lucidulum, aber auch Lasioglossum glabriusculum, Lasioglossum politum und Lasioglossum semilucens.

## Belege
Felix Amiet, M. Herrmann, A. Müller, R. Neumeyer: Fauna Helvetica 20: Apidae 5. Centre Suisse de Cartographie de la Faune, 2007, ISBN 978-2-88414-032-4.